# آرلا للأغذية
مجموعة آرلا فودز هي شركة متعددة الجنسيات دنماركية سويدية، تعاونية مقرها في فيبي، الدنمارك. وهي خامس أكبر شركة ألبان في العالم وأكبر منتج لمنتجات الألبان في إسكندنافيا والمملكة المتحدة.
تأسست آرلا فودز نتيجة اندماج بين تعاونية الألبان السويدية آرلا وشركة الألبان الدنماركية إم دي فودز في 17 أبريل 2000. اسم آرلا مشتق من نفس الكلمة الإنجليزية "early" وهي كلمة سويدية قديمة تعني "مبكر (في الصباح)".

## التاريخ

### الأصول
في ثمانينيات القرن التاسع عشر، شكل مزارعو الألبان في السويد والدنمارك تعاونيات صغيرة للاستثمار في مرافق إنتاج الألبان المشتركة. تأسست أول تعاونية ألبان في السويد في ستورا آرلا غورد في فاستمانلاند عام 1881 تحت اسم آرلا ميريفورينينغ، وتأسست أول تعاونية ألبان دنماركية في هيدينغ، خارج أولغود، جنوب يوتلاند عام 1882.
في عام 1927، سجلت الشركة اسم "Mjölkcentralen" (مركز الحليب، واختصاره MC) ومنذ خمسينيات القرن الماضي، بدأ عدد متزايد من مصانع الألبان التعاونية في أجزاء أخرى من السويد بالانضمام إلى MC. في عام 1975، غيرت MC اسمها إلى آرلا، وهو اسم سبق استخدامه ليس فقط من قبل أول مصنع ألبان تعاوني في السويد، ولكن أيضًا من قبل أكبر بائع تجزئة للألبان في غوتنبرغ بين عامي 1909 و 1965.
بحلول نهاية القرن العشرين، كانت آرلا تمتلك حصة سوقية تبلغ 65٪ في السويد.
في الأول من أكتوبر عام 1970، تأسست شركة "Mejeriselskabet Danmark" (MD) من قبل أربع شركات ألبان وثلاثة مصانع ألبان فردية. في عام 1988، غيرت الشركة اسمها إلى MD Foods. في عام 1992، وقعت MD Foods وثاني أكبر شركة ألبان في الدنمارك، Kløver Mælk، اتفاقية تعاون ملزمة ماليًا، وفي عام 1999، اندمجت الشركتان لتصبحا MD Foods، مكتسبة 90٪ من إنتاج الحليب الدنماركي.
في أبريل 2000، اندمجت MD Foods مع شركة آرلا السويدية وشكلتا شركة "Arla Foods A.m.b.A" ومقرها في آرهوس، الدنمارك،  وأصبحت آرلا فودز كما هي معروفة اليوم.
في عام 2012، انضمت شركة "Milk Link"، وهي التعاونية الزراعية الرائدة في مجال الألبان في المملكة المتحدة، إلى آرلا فودز أمبا، لتصبح واحدة من أكبر وأنجح التعاونيات الأوروبية في مجال الألبان.

### العمليات الحالية
تعتبر آرلا فودز رابع أكبر شركة ألبان في العالم من حيث حجم الحليب، والسابع من حيث حجم الإيرادات. في بداية عام 2022، كان 8,492 مزارعًا في جميع أنحاء الدنمارك والسويد وألمانيا والمملكة المتحدة وبلجيكا وهولندا ولوكسمبورغ يمتلكون هذه التعاونية.
تمتلك آرلا فودز العديد من العلامات التجارية؛  العديد من العلامات التجارية الصغيرة وأربع علامات تجارية استراتيجية. العلامات التجارية الرئيسية والاستراتيجية هي: آرلا، لورباك، بوك، وأجبان كاستيلو التي تباع في جميع أنحاء العالم. العلامة التجارية آرلا هي علامة تجارية تعاونية وعلامة تجارية عبر جميع فئات المنتجات. العلامة التجارية لورباك للزبدة والمواد القابلة للدهن مملوكة لمجلس الألبان الدنماركي، بوك هي المكافئ لعلامة آرلا التجارية في منطقة الشرق الأوسط وشمال إفريقيا، وكاستيلو هي علامة تجارية للأجبان بما في ذلك الجبن الأزرق والأجبان الصفراء.
بالإضافة إلى العلامات التجارية الأربع الرئيسية، لدى آرلا أيضًا شراكة استراتيجية طويلة الأجل مع ستاربكس لتصنيع وتوزيع وتسويق منتجات القهوة الجاهزة للشرب الخاصة بهم (RTD) لمنطقة أوروبا والشرق الأوسط وأفريقيا.
في عام 2011، قامت آرلا فودز بتأسيس آرلا فودز إنغريديانتس (AFI)، وهو قسم سابق، كشركة تابعة مستقلة. تقوم الشركة بتطوير وتصنيع مكونات تعتمد على الحليب، وبشكل أساسي بروتينات الحليب الوظيفية والتغذوية، النشطة بيولوجيًا الفوسفوليبيدات، والمعادن، والنفّاذ واللاكتوز لصناعة الأغذية.
يقع المكتب الرئيسي في الدنمارك. تمتلك آرلا فودز إنغريديانتس مصنع إنتاج مملوكًا بالكامل في الدنمارك، مع إنتاج بمشروع مشترك في منشآت في الأرجنتين وألمانيا. في مارس 2011، شكلت آرلا فودز و DMK شركة المشروع المشترك ArNoCo GmbH & Co. KG، لإنتاج بروتين مصل اللبن لصناعة الأغذية. في فبراير 2018، أعلنت آرلا فودز عن خططها لاستثمار 70 مليون جنيه إسترليني في المملكة المتحدة، كجزء من استراتيجيتها لتأمين فرص طويلة الأجل لمزارعيها في جميع أنحاء أوروبا. في أكتوبر 2019، استثمرت آرلا فودز ما يقدر بنحو 50 مليون يورو (55 مليون دولار أمريكي) في موقع لإنتاج الجبن في البحرين. بحلول عام 2025، تتوقع آرلا زيادة الإنتاج السنوي في البحرين إلى أكثر من 100,000 طن تحت علاماتها التجارية بوك، وآرلا، ودانو، وكرافت، والعلامات التجارية الخاصة.

#### مقاطعة 2006
تأثرت مبيعات آرلا بشكل كبير بسبب مقاطعة للمنتجات الدنماركية في الشرق الأوسط استمرت شهرين في عام 2006. كان الغضب بين المسلمين بسبب الرسوم الكاريكاتورية الساخرة للنبي محمد التي نُشرت في الدنمارك هو السبب الأولي.
عندما رفضت الحكومة الدنماركية إدانة الرسوم الكاريكاتورية أو الاجتماع مع أحد عشر سفيرًا من الدول الإسلامية، تم تنظيم مقاطعة للمنتجات الدنماركية، بدأت في المملكة العربية السعودية وانتشرت في جميع أنحاء الشرق الأوسط. يعتبر الشرق الأوسط أكبر سوق لشركة آرلا خارج أوروبا.
في 3 فبراير 2006، قالت الشركة أن مبيعاتها في الشرق الأوسط قد توقفت تمامًا، مما كلف الشركة 2 مليون دولار أمريكي يوميًا. بعد وقت قصير من تأثير المقاطعة على مبيعات آرلا، اجتمعت الحكومة الدنماركية مع السفراء المسلمين وأصدرت الصحيفة اعتذارًا. على الرغم من ذلك، استمرت المقاطعة دون هوادة لمدة شهرين.
في مارس 2006، نشرت آرلا إعلانات بصفحة كاملة في المملكة العربية السعودية، اعتذرت فيها عن الرسوم الكاريكاتورية وأشارت إلى احترام آرلا للإسلام في البلاد. تسبب هذا في جدل في الدنمارك، حيث انتقدت منظمات نسائية وبعض السياسيين آرلا، ودعوا النساء الدنماركيات إلى مقاطعة منتجات آرلا في الدنمارك. في أبريل 2006، قالت الشركة إن منتجاتها بدأت تعود إلى المتاجر في الشرق الأوسط. [بحاجة لمصدر]
قبل المقاطعة، كانت الشركة تزود 50٬000 متجرًا في المنطقة. أعلنت أن العديد من أكبر عملائها في المملكة العربية السعودية سيبدأون في بيع الزبدة والجبن الخاص بها في 8 أبريل 2006. في ذلك الوقت، بدأت آرلا في رعاية القضايا الإنسانية في الشرق الأوسط لتعزيز العلاقات العامة الجيدة مع المنطقة.

#### حملة "لا تلغِ البقرة"
في عام 2022، أطلقت آرلا حملة إعلانية بعنوان "لا تلغِ البقرة" تدعي أن صعود النظام الغذائي النباتي بين الشباب هو السبب في أن مستقبل صناعة الألبان غير مؤكد. تستهدف الحملة الشباب بسبب قلقهم بشأن التأثير البيئي لحليب الأبقار.

#### بوفاير
في نوفمبر 2024 في المملكة المتحدة، أدى استخدام بوفاير إلى دعوات على وسائل التواصل الاجتماعي لمقاطعة المستهلكين لمنتجات آرلا، بما في ذلك زبدة لورباك. كانت آرلا فودز قد أعلنت أن 30 من مزارعها في جميع أنحاء البلاد ستختبر المادة المضافة، التي يمكن أن تقلل انبعاثات الميثان من الأبقار بنسبة تتراوح بين 30 و 45٪. تمت الموافقة على استخدام بوفاير من قبل الهيئات التنظيمية في المملكة المتحدة، ومع ذلك، ذكر التلفزيون السويدي أنه يتم نشر نظريات مؤامرة مفادها أن المكمل الغذائي سام، مع إعراب بعض المستخدمين عبر الإنترنت عن مخاوفهم، مستشهدين بقضايا تتعلق بسلامة بعض المركبات المستخدمة فيه. قال المصنع، دي اس ام (شركة)، إن "أكاذيب وتضليل خارجي" قد انتشرت حول المنتج، وأنه "آمن تمامًا" للاستخدام، وأنه تم "اختباره على مدى سنوات عديدة في العديد من البلدان". تم بالفعل اختبار المكمل من قبل آرلا في السويد خلال عام 2023 في خمس مزارع.

## التوزيع الدولي

### إندونيسيا
في إندونيسيا، يتم توزيع منتجات آرلا بواسطة إندوفود، وباندوراسا كاريزما، وبرامبانان كينكانا كمشروع مشترك وشركة استيراد.

### ماليزيا
في ماليزيا، يتم توزيع منتجات آرلا بواسطة لامسون  التي تقوم أيضًا بتوزيع منتجات شركة ليون.

### بنغلاديش
في بنغلاديش، تبيع آرلا مسحوق الحليب ومنتجات الألبان الخاصة بها تحت العلامة التجارية Dano. لأكثر من 60 عامًا، كانت Dano العلامة التجارية الأكثر شعبية للحليب في بنغلاديش.

### الصين
في الصين، يتم توزيع منتجات آرلا بواسطة منغنيو.

### اليابان
في اليابان، كانت آرلا توزع في السابق بواسطة مورينجا ميلك إندستري. ومع ذلك، يتم توزيعها الآن من قبل العديد من الشركات الصغيرة.

### كوريا الجنوبية
في كوريا الجنوبية، يتم توزيع منتجات آرلا بواسطة Maeil Dairies.

### مصر
في مصر، يتم توزيع منتجات آرلا بواسطة جهينة للصناعات الغذائية.

### غرب إفريقيا
في غرب إفريقيا، يتم توزيع منتجات آرلا بواسطة مجموعة تولارام التي تقوم أيضًا بتوزيع إندومي، ونستله، وكولجيت.

### الولايات المتحدة
في الولايات المتحدة، يتم توزيع منتجات آرلا بواسطة مزارعو الألبان في أمريكا الذين يقومون أيضًا بتوزيع بيل جروب.

### ألمانيا
في ألمانيا، يتم توزيع منتجات آرلا بواسطة مجموعة DMK.

### المملكة المتحدة
في المملكة المتحدة، يتم توزيع منتجات آرلا بواسطة فولاك، التي توزع أيضًا منتجات نستله وفيرست ميلك وويلمار الدولية.

## روابط خارجية
- الموقع الرسمي